# Métrica (música)
La métrica en la música es la estructura subyacente que se basa en la aparición periódica, normalmente a lapsos de tiempo regulares, de sonidos u otros elementos acentuados. A pesar de que existe una relación especial, intrínseca e íntima entre métrica y ritmo, y que a menudo se confunden, en esencia son diferentes. En tanto que el ritmo hace referencia a las duraciones de los sonidos, la métrica tiene su razón de ser en los acentos. También se relaciona con el tempo y con los diversos parámetros de la expresión musical. Es habitual que la estructura métrica de acentos se explicite en una estructura rítmica de duraciones, pero no siempre es así. La métrica se expresa gráficamente por medio de las indicaciones de compás al comienzo de una partitura o en cualquier lugar de una composición en la que varíe el sistema métrico utilizado.

## Estructura métrica

Niveles métricos: el nivel de pulso se muestra en medio de los niveles de división (por encima) y los niveles de multiplicación (por debajo).

La música heredó el término "métrica" o "metro" de la poesía. El estudio del ritmo, el acento y la altura musical en el discurso se denomina prosodia. Se trata de una cuestión de lingüística y poesía, que se centra en el número de versos en cada estrofa, el número de sílabas en cada verso y la disposición de las sílabas como largas o cortas, con acento o sin acento. La métrica musical es la estructura subyacente que se basa en la aparición periódica, normalmente a intervalos regulares, de sonidos u otros elementos acentuados. A pesar de que existe una relación especial, intrínseca e íntima entre métrica y ritmo, y que a menudo se confunden, en esencia son diferentes. En tanto que la rítmica hace referencia a las duraciones de los sonidos diferenciando entre sonidos largos y breves, la métrica tiene su razón de ser en los acentos, que dividen los sonidos en fuertes y débiles. También se relaciona con el tempo y con los diversos parámetros de la expresión musical. Es habitual que la estructura métrica de acentos se explicite en una estructura rítmica de duraciones, pero no siempre es así. La métrica se expresa gráficamente por medio de las indicaciones de compás al comienzo de una partitura o en cualquier lugar de una composición en la que varíe el sistema métrico utilizado.
El esquema métrico de una pieza se compone de tiempos, que en realidad son abstracciones que emplea el intérprete musical y que posteriormente el oyente deduce de la señal acústica. En función de las agrupaciones que se hagan de estos tiempos surgen diversos niveles métricos organizados jerárquicamente. Conforme a Lerdahl y Jackendoff en una obra musical por lo general existen cinco o seis niveles métricos aproximadamente. En la partitura se anota la métrica correspondiente al nivel intermedio que recibe el nombre de tactus. Por su parte, el oyente tiende a centrarse en uno o dos de los niveles intermedios que destacan más en la escucha. A medida que el oyente se desplaza desde el tactus hacia otros niveles, la precisión de su percepción métrica disminuye, ya que en los niveles superiores se difuminan los esquemas de acentuación y en los inferiores se va perdiendo la regularidad.

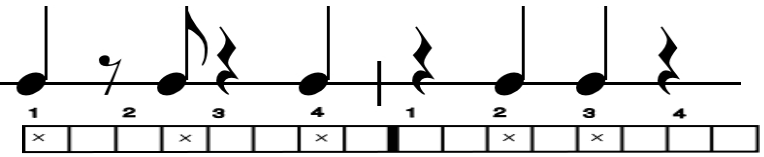
Patrón de clave. Cada celda de la cuadrícula es una duración suficiente para captar la temporización del patrón, que puede entenderse como dos compases de cuatro pulsos en ritmo divisivo (métrico o simétrico) cada pulso dividido en dos células. El primer compás también puede entenderse como 3 + 3 + 2 en ritmo aditivo ("mesurado" o asimétrico).

La estructura métrica de la música incluye metro, tempo y todos los demás aspectos rítmicos que generan una regularidad temporal contra los que se proyectan los detalles en primer plano o patrones duracionales de la música. Según Scholes la terminología de la música occidental es notoriamente imprecisa en este ámbito. MacPherson prefiere hablar de «tiempo» y «forma rítmica», mientras que Imogen Holst habla de «ritmo mesurado». En las clasificaciones generales se pueden distinguir los siguientes tipos de ritmos:
- El ritmo divisivo o ritmo métrico calcula cada valor temporal como un fracción del pulso, es decir, subdivide los tiempos lentos en unidades de menor duración. Los acentos normales vuelven a producirse periódicamente facilitando la agrupación sistemática en compases. Se trata, con mucho, del ritmo más común en la música occidental.
- El ritmo aditivo o ritmo mesurado calcula cada valor temporal como un múltiplo de una unidad de tiempo específico. En otras palabras, transforma los tiempos rápidos en unidades de mayor duración. Sin embargo, en este caso los acentos no se repiten regularmente dentro de la estructura métrica subyacente.
- El ritmo libre es aquel en el que no se da ninguno de los casos anteriores. Como en el canto gregoriano, que cuenta con un pulso básico pero un ritmo más libre, como el ritmo de la prosa en comparación con el de la poesía.[1]
- Finalmente cierta música puede ser considerada amétrica. Por ejemplo, algunas obras anotadas gráficamente desde la década de 1950; así como otras prácticas musicales al margen de la música europea como el repertorio Honkyoku para shakuhachi.[4] Senza misura es un término musical italiano que quiere decir «sin medida», lo cual implica tocar sin pulso, utilizando el tiempo para medir lo que se necesita para tocar el compás.[10]

Patrón de clave en tres compases precedido por un compás de negras estables. El patrón se anota en doble tiempo con respecto al anterior, en uno en vez de dos compases de cuatro tiempos..

### Unidad rítmica y gesto rítmico

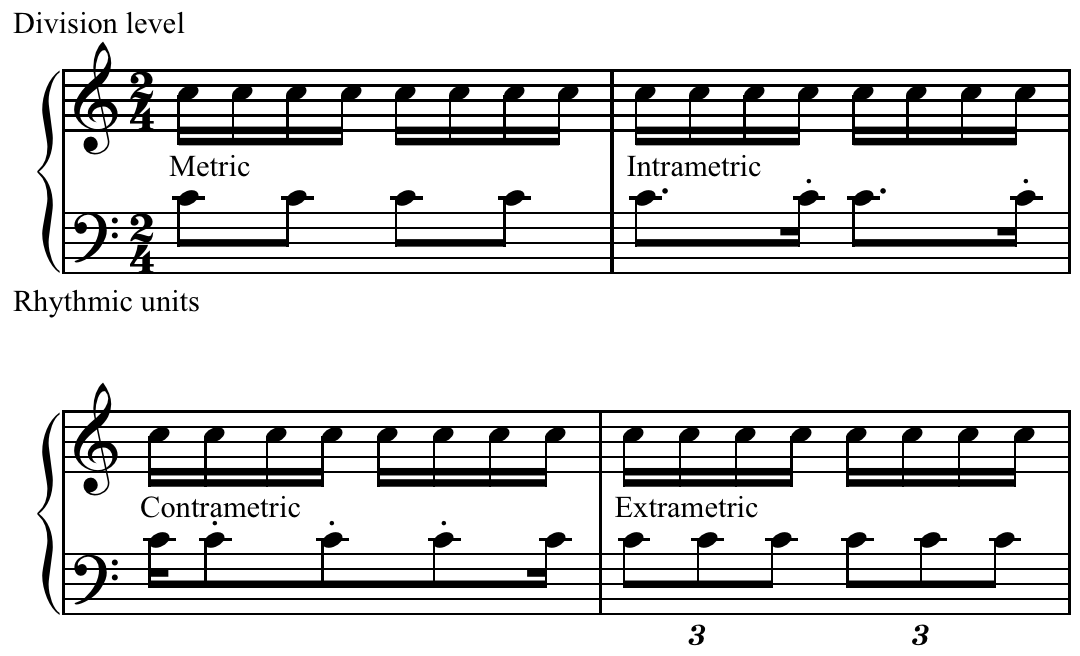
Unidades rítmicas: el nivel de división se muestra arriba y las unidades rítmicas debajo.

Una unidad rítmica es un patrón duracional que se sincroniza con un pulso o pulsos en el nivel métrico subyacente. Estas se pueden clasificar como sigue:
- Métrica: patrones uniformes que coindicen exactamente con la estructura métrica, como una serie continua de corcheas o pulsos.
- Intramétrica: patrones de confirmación, como corcheas o semicorcheas con puntillo y el swing. Se trata de patrones cuyos pulsos confirman los pulsos de la estructura métrica sin ser idénticos.
- Contramétrica: patrones no concluyentes o sincopados, que no siguen el pulso.
- Extramétrica: patrones irregulares con respecto a la estructura métrica de la pieza, tales como los grupos de valoración especial, los tresillos.

Un gesto rítmico es cualquier patrón duracional que, en contraste con la unidad rítmica, no ocupa un período de tiempo equivalente a un pulso o pulsos en un nivel métrico subyacente. Puede ser descrito de acuerdo con su comienzo y final, o por las unidades rítmicas que contiene. De tal manera que podemos encontrarnos con los siguientes tipos de comienzo:
- Tético: es un inicio en un tiempo fuerte, es decir, que coincide con el acento.
- Anacrúsico: es un inicio en un tiempo débil, es decir, anterior al acento.  La anacrusa hace referencia a una nota o grupo de notas sin acento que preceden al primer tiempo fuerte de una frase, por lo tanto va colocado antes de la barra de compás.[11][12]
- Acéfalo: es un inicio que se produce con posterioridad al acento. Por ejemplo, después de un silencio o de una nota ligada.

En cuanto a los tipos de terminación existen las siguientes posibilidades:
- Fuerte: es un final que coincide con un tiempo fuerte.
- Débil: es un final que coincide con un tiempo débil.

La música de baile tiene patrones inmediatamente reconocibles de pulsos construidos sobre un tempo y medida característicos. La Sociedad Imperial de Profesores de Danza (1983) define el tango, por ejemplo, como el que se baila en compás de 2/4 en aproximadamente 66 pulsos por minuto. El paso básico lento hacia delante o hacia atrás, que dura un pulso, se denomina «lento», de tal forma que para crear un paso completo «derecha-izquierda» equivale a un compás de 2/4.

## Tipos

### Métrica en función del número de pulsos por compás
El compás se divide en partes llamadas tiempos o pulsos y existen varios tipos de compás en función del número de tiempos. La combinación de dos sistemas métricos básicos, binario y ternario, da como resultado distintos tipos de compases. 

#### Métrica binaria
La métrica binaria, que da lugar al compás binario de dos tiempos, se basa en una alternancia de pulsos fuertes o acentuados y pulsos débiles o átonos, en la cual uno de cada dos pulsos es fuerte. Por ejemplo, en el compás de 2
4, cada compás contiene dos tiempos de negra. En el compás de 6
8, cada compás contiene dos tiempos de negra con puntillo.
| No se admite la reproducción de audio en este navegador. Se puede descargar el archivo de audio. | No se admite la reproducción de audio en este navegador. Se puede descargar el archivo de audio. |

#### Métrica ternaria
La métrica ternaria, que da lugar al compás ternario de tres tiempos, consiste en una sucesión regular de un pulso fuerte o acentuado y dos débiles o átonos. En algunos casos y en ciertos estilos o tipos de música se considera que la segunda de las dos pulsaciones átonas es algo más fuerte que la primera, sin alcanzar la acentuación de la primera de cada tres.
| No se admite la reproducción de audio en este navegador. Se puede descargar el archivo de audio. | No se admite la reproducción de audio en este navegador. Se puede descargar el archivo de audio. |

#### Métrica cuaternaria
La métrica cuaternaria, que da lugar al compás cuaternario de cuatro tiempos, es otro tipo de métrica que habitualmente se incluye entre las básicas, que se caracteriza porque a intervalos regulares uno de cada cuatro pulsos es fuerte. No obstante, suele considerarse que el tercer pulso también cuenta con una leve acentuación, por lo que se convierte en una sucesión fuerte - débil - medio fuerte - débil. Desde esta perspectiva el compás cuaternario se puede entender como derivado del binario, es decir, como dos compases de dos partes.
| No se admite la reproducción de audio en este navegador. Se puede descargar el archivo de audio. | No se admite la reproducción de audio en este navegador. Se puede descargar el archivo de audio. |

#### Métrica irregular
La métrica irregular, da lugar al compás de amalgama o irregular formado por otra cantidad de tiempos.
Matemáticamente es más lógico solo considerar a aquellos compases con un número primo de tiempos, ya que no pueden formarse como un múltiplo de otro compás, más que del compás unitario. Los tiempos de un compás se articulan de manera diferente según la acentuación. En todos los tipos de compás de dos, tres o cuatro tiempos la primera parte es la parte fuerte del compás, que se llama «tierra»; mientras que los demás tiempos son débiles. 
En el solfeo los compases se marcan tradicionalmente con el brazo derecho. El movimiento para efectuar la primera parte de cualquiera de los distintos tiempos de compás se denomina «dar», y para el resto de movimientos se denomina «alzar». Cuando el tempo de la obra es muy rápido, el director debe marcar los compases a un solo tiempo, llamado tactus. Se muestra marcando solo el primer pulso de cada compás («dar»), sin marcar demasiado el «alzar».

### Métrica en función de la subdivisión del pulso
El principio métrico opera en varios niveles simultáneamente. En este sentido, los pulsos se articulan en grupos binarios o ternarios. Pero cada pulso, a su vez, puede tener subdivisiones binarias o ternarias. La división de la pulsación es un hecho rítmico que en esencia también tiene implicaciones métricas, dando lugar a varios sistemas métricos más complejos. Los términos simple y compuesto se emplean en la notación anglosajona que es aplicada en el Reino Unido, Estados Unidos y Alemania. En el solfeo las subdivisiones no se marcan, sino solamente los pulsos o tiempos.

#### Métrica simple
La métrica simple, que da lugar al compás simple o compás de subdivisión binaria, subdivide cada uno de sus pulsos o tiempos en mitades. 
- Si cada pulso se subdivide en dos y se agrupan en compases de dos pulsos, originan el 2
4 que es un compás binario de subdivisión binaria.
- Si cada pulso se subdivide en dos y se agrupan en compases de tres pulsos, originan el 3
4 que es un compás ternario de subdivisión binaria.
- Si cada pulso se subdivide en dos y se agrupan en compases de cuatro pulsos, originan el 4
4 que es un compás cuaternario de subdivisión binaria.

Por ejemplo, en el compás 3
4, cada compás contiene tres pulsos de negra, y cada uno de esos pulsos se subdivide en dos corcheas, lo que lo convierte en un metro simple. Más concretamente, es una métrica ternaria simple porque hay tres pulsos en cada compás; la binaria simple contiene dos pulsos y la cuaternaria simple cuatro también son metros comunes.
| No se admite la reproducción de audio en este navegador. Se puede descargar el archivo de audio. | No se admite la reproducción de audio en este navegador. Se puede descargar el archivo de audio. | No se admite la reproducción de audio en este navegador. Se puede descargar el archivo de audio. |

#### Métrica compuesta
La métrica compuesta, que da lugar al compás compuesto o compás de subdivisión ternaria, subdivide cada uno de sus pulsos o tiempos en tercios. 
- Si cada pulso se subdivide en tres y se agrupan en compases de dos pulsos, originan el 6
8 que es un compás binario de subdivisión ternaria.
- Si cada pulso se subdivide en tres y se agrupan en compases de tres pulsos, originan el 9
8 que es un compás ternario de subdivisión ternaria.
- Si cada pulso se subdivide en tres y se agrupan en compases de cuatro pulsos, originan el 12
8 que es un compás cuaternario de subdivisión ternaria.

| No se admite la reproducción de audio en este navegador. Se puede descargar el archivo de audio. | No se admite la reproducción de audio en este navegador. Se puede descargar el archivo de audio. | No se admite la reproducción de audio en este navegador. Se puede descargar el archivo de audio. |
Aunque 3
4 y 6
8 no deben confundirse, utilizan compases de la misma longitud, por lo que es fácil "deslizarse" de uno a otro de ellos con sólo cambiar la ubicación de los acentos. Este cambio interpretativo ha sido explotado, por ejemplo, por Leonard Bernstein, en la canción "America" del musical West Side Story.

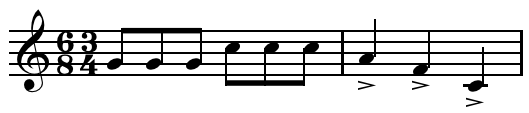
"I like to be in A-me-ri-ca" de West Side StoryArchivo:Alternating time signatures2.mid

## Historia y ejemplos

### En música clásica occidental
A lo largo de la historia, la música clásica europea ha mostrado predilección por los diversos tipos de métrica, a veces en función de los usos y funciones de esta música, a veces en relación con sistemas simbólicos. Por ejemplo, en el siglo XIII se consideraba mejor la métrica ternaria por ser una representación simbólica de la Santísima Trinidad. El vals, el minué o el bolero son ejemplos de métrica ternaria, mientras que la marcha es binaria. La síncopa y el contratiempo constituyen las transgresiones más habituales a la regularidad de acentuación característica del sistema métrico en la música occidental.

### En música popular urbana
Por su parte, la música popular moderna muestra una predilección absoluta por la métrica binaria, hasta el punto de que la métrica ternaria es la excepción. La inmensa mayoría de ritmos bailables actuales son binarios.

### En música folclórica
La música tradicional o folclórica de algunas zonas de Europa, en especial de los países balcánicos, se hace un uso frecuente de estructuras métricas basadas en la alternancia de métrica binaria y ternaria. Son los denominados ritmos aksak: 3 +2 +2, 3 +2 +2 +3 +2, etc.